# Satz von Segre (Diophantische Approximation)
Der Satz von Segre ist ein nach Beniamino Segre benannter Lehrsatz aus dem mathematischen Gebiet der Zahlentheorie über die Approximierbarkeit irrationaler Zahlen durch rationale Zahlen. Er verallgemeinert den Satz von Hurwitz, der wiederum den Dirichletschen Approximationssatz verbessert.

## Satz von Segre
Für jede beliebige reelle Zahl {\displaystyle r\geq 0} gilt die folgende Aussage:
Für jede irrationale Zahl {\displaystyle \alpha } existieren unendlich viele voll gekürzte Brüche {\displaystyle {\tfrac {p}{q}}}, welche
{\displaystyle -{\frac {1}{{\sqrt {1+4r}}\cdot q^{2}}}<{\frac {p}{q}}-\alpha <{\frac {r}{{\sqrt {1+4r}}\cdot q^{2}}}}
erfüllen.

## Güte der Obergrenze
Für {\displaystyle r=1} erhält man den Satz von Hurwitz und es ist bekannt, dass die dort vorkommende Konstante {\displaystyle {\sqrt {1+4r}}={\sqrt {5}}} scharf ist, also im Allgemeinen nicht zu ersetzen durch eine bessere Konstante. Für eine einzelne Zahl {\displaystyle \alpha } kann es bessere Approximationen geben.
Auch für die anderen Zahlen der Form {\displaystyle r={\frac {1}{n}}} mit {\displaystyle n\in \mathbb {N} } liefert der Satz von Segre die bestmögliche Konstante. Es wird jedoch vermutet, dass für andere Werte von {\displaystyle r} die Konstante nicht scharf ist.